# Pallacanestro Olimpia Milano 2020-2021
Questa voce raccoglie le informazioni riguardanti la Pallacanestro Olimpia Milano nelle competizioni ufficiali della stagione 2020-2021.

## Stagione
La stagione 2020-2021 dell'Olimpia Milano, sponsorizzata A|X Armani Exchange, è la 88ª nel massimo campionato italiano di pallacanestro, la Serie A.
Dopo il primo anno di Ettore Messina alla guida dell'Olimpia, la squadra rinnova il proprio roster con ben 7 nuovi giocatori di livello. Malcolm Delaney e Kevin Punter sono i nuovi volti del quintetto dell'Olimpia, mentre in altri reparti ci sono i ritorni in Italia di Luigi Datome e Kyle Hines. L’obiettivo, 
dichiarato dal general manager Stavropoulos, è quello di centrare i playoff di Eurolega, oltre a vincere sia il campionato che la Coppa Italia; oltre all’inedito format della Supercoppa Italiana. Nelle prime amichevoli stagionali, ha avuto la meglio sia sulla Dinamo Sassari che sulla Reyer Venezia, nel torneo City of Cagliari.
La stagione inizia ufficialmente il 27 agosto con la partita di Supercoppa italiana contro Cantù. Dopo sei vittorie su sei nel girone di qualificazione, l'Olimpia avanza alle Final four a Bologna, vincendo contro la Reyer Venezia in semifinale e la Virtus Bologna in finale, si aggiudica la quarta Supercoppa italiana con Malcolm Delaney MVP della manifestazione. Il 16 ottobre, dopo 11 anni e 14 sconfitte consecutive, l'Olimpia ritorna alla vittoria contro il Real Madrid per 78-70, nella sfida di stagione regolare di Eurolega.. Il 18 ottobre, nella sfida casalinga di Serie A contro la Virtus Roma, il capitano Andrea Cinciarini raggiunge il traguardo dei mille punti segnati con la maglia di Milano.
Il 26 novembre l'Olimpia torna a vincere, all'overtime 85-86, dopo trentadue anni a Tel Aviv, nella sfida di Regular Season di Eurolega contro il Maccabi Tel Aviv.
Il 3 gennaio, con la conclusione della 14ª giornata, l'Olimpia Milano conquista il titolo di campione d'inverno, confermandosi testa di serie per le Final Eight di Coppa Italia.
Il 10 gennaio viene rinviata la 15ª gara di campionato contro la Vanoli Cremona, per l'impossibilità da parte della squadra milanese di partitre, per le condizioni meteo avverse, dall'Aeroporto di Madrid-Barajas. L'Olimpia aveva giocato l'8 gennaio contro il Real Madrid in Eurolega.

## Maglie
Il fornitore ufficiale del materiale tecnico per la stagione 2020-2021 è Armani. 
| Campionato Rossa | Campionato Bianca | Eurolega Rossa | Eurolega Bianca | Coppa Italia bianca | Coppa Italia grigia | Supercoppa rossa | Supercoppa bianca |

| Campionato Playoff Rossa | Campionato Playoff Bianca | Eurolega Playoff Rossa | Eurolega Playoff Bianca |

## Organigramma societario
Aggiornato al 1 settembre 2020.
- Presidente del consiglio di amministrazione: Pantaleo Dell'Orco
- Presidente Basketball Operations: Ettore Messina
- General Manager: Christos Stavropoulos
- Direttore Sportivo: Alberto Rossini
- Team Manager: Filippo Leoni
- Dirigente Addetto agli Arbitri: Gianluca Solani
- Relazioni Esterne/Addetto Stampa: Claudio Limardi
- Marketing & Sponsorship Manager: Roberto Bottali
- Resp. Settore Giovanile: Davide Losi

- Allenatore: Ettore Messina
- Assistenti: Tom Bialaszewski, Mario Fioretti, Marco Esposito, Stefano Bizzozero
- Preparatori Atletici: Giustino Danesi, Luca Agnello
- Medici Sociali: Matteo Acquati, Ezio Giani, Michele Ronchi, Daniele Casalini, Fabrizio Spataro
- Fisioterapisti: Alessandro Colombo, Claudio Lomma, Marco Monzoni

## Roster
Aggiornato al 13 luglio 2020.
| AX Armani Exchange Milano 2020-21 | AX Armani Exchange Milano 2020-21 |
| Giocatori                         | Staff tecnico                     |
| --------------------------------- | --------------------------------- |

| N. | Naz.                                          | Ruolo | Nome                  | Anno | Alt.   | Peso   |  |
| -- | --------------------------------------------- | ----- | --------------------- | ---- | ------ | ------ |  |
| 0  | Stati Uniti (bandiera)                        | G     | Kevin Punter          | 1993 | 193 cm | 86 kg  |  |
| 2  | Stati Uniti (bandiera)                        | AC    | Zach LeDay            | 1994 | 202 cm | 108 kg |  |
| 3  | Italia (bandiera)                             | PG    | Davide Moretti        | 1998 | 190 cm | 80 kg  |  |
| 5  | Serbia (bandiera)                             | AP    | Vladimir Micov        | 1985 | 201 cm | 101 kg |  |
| 6  | Italia (bandiera)                             | G     | Francesco Gravaghi    | 2003 | 193 cm |        |  |
| 9  | Italia (bandiera)                             | G     | Riccardo Moraschini   | 1991 | 194 cm | 92 kg  |  |
| 10 | Stati Uniti (bandiera) · Tunisia (bandiera)   | GA    | Michael Roll          | 1987 | 198 cm | 92 kg  |  |
| 13 | Spagna (bandiera)                             | P     | Sergio Rodríguez      | 1986 | 191 cm | 80 kg  |  |
| 15 | Stati Uniti (bandiera)                        | C     | Kaleb Tarczewski      | 1993 | 211 cm | 111 kg |  |
| 19 | Italia (bandiera)                             | C     | Paul Biligha          | 1990 | 200 cm | 106 kg |  |
| 20 | Italia (bandiera)                             | P     | Andrea Cinciarini (C) | 1986 | 193 cm | 85 kg  |  |
| 23 | Stati Uniti (bandiera)                        | P     | Malcolm Delaney       | 1989 | 191 cm | 86 kg  |  |
| 31 | Stati Uniti (bandiera) · Danimarca (bandiera) | AP    | Shavon Shields        | 1994 | 201 cm | 97 kg  |  |
| 32 | Stati Uniti (bandiera) · Italia (bandiera)    | AG    | Jeff Brooks           | 1989 | 203 cm | 96 kg  |  |
| 40 | Stati Uniti (bandiera)                        | AG    | Jeremy Evans          | 1987 | 206 cm | 91 kg  |  |
| 42 | Stati Uniti (bandiera)                        | C     | Kyle Hines            | 1986 | 198 cm | 111 kg |  |
| 70 | Italia (bandiera)                             | A     | Luigi Datome          | 1987 | 203 cm | 98 kg  |  |
| 81 | Polonia (bandiera) · Italia (bandiera)        | C     | Jakub Wojciechowski   | 1990 | 213 cm | 112 kg |  |

| Allenatore |
| - Ettore Messina |
| Assistente/i |
| - Tom Bialaszewski - Stefano Bizzozero - Marco Esposito - Mario Fioretti Legenda - (C) Capitano - (IN) Inattivo - Infortunato Roster |

## Mercato

### Sessione estiva
| Acquisti | Acquisti           | Acquisti        | Acquisti              | Acquisti |
| R.       | Nome               | da              | Modalità              |          |
| -------- | ------------------ | --------------- | --------------------- | -------- |
| PG       | Davide Moretti     | TTU Red Raiders | svincolato            |          |
| P        | Malcolm Delaney    | Free agent      | svincolato            |          |
| C        | Kyle Hines         | CSKA Mosca      | svincolato            |          |
| G        | Giordano Bortolani | Pall. Biella    | fine prestito         |          |
| G        | Kevin Punter       | Stella Rossa    | svincolato            |          |
| AP       | Luigi Datome       | Fenerbahçe      | svincolato            |          |
| AP       | Shavon Shields     | Saski Baskonia  | svincolato            |          |
| AG       | Zach LeDay         | Žalgiris Kaunas | definitivo (150000 €) |          |

| Cessioni | Cessioni           | Cessioni             | Cessioni       | Cessioni |
| R.       | Nome               | a                    | Modalità       |          |
| -------- | ------------------ | -------------------- | -------------- | -------- |
| AP       | Drew Crawford      | Brescia              | fine contratto |          |
| G        | Amedeo Della Valle | Gran Canaria         | fine contratto |          |
| G        | Giordano Bortolani | Brescia              | prestito       |          |
| AC       | Christian Burns    | Brescia              | fine contratto |          |
| G        | Nemanja Nedović    | Panathīnaïkos        | fine contratto |          |
| AG       | Luis Scola         | Pall. Varese         | fine contratto |          |
| C        | Artūras Gudaitis   | Zenit S. Pietroburgo | rescissione    |          |
| PG       | Keifer Sykes       | Türk Telekom         | fine contratto |          |

### Dopo l'inizio della stagione
| Acquisti | Acquisti            | Acquisti     | Acquisti         | Acquisti   |
| R.       | Nome                | da           | Data             | Modalità   |
| -------- | ------------------- | ------------ | ---------------- | ---------- |
| C        | Jakub Wojciechowski | Pall. Biella | 6 febbraio 2021  | definitivo |
| AG       | Jeremy Evans        | Free agent   | 24 febbraio 2021 | svincolato |

| Cessioni | Cessioni     | Cessioni   | Cessioni       | Cessioni       |
| R.       | Nome         | a          | Data           | Modalità       |
| -------- | ------------ | ---------- | -------------- | -------------- |
| AG       | Jeremy Evans | Free agent | 31 maggio 2021 | fine contratto |

## Risultati

### Serie A

#### Stagione regolare

##### Girone d'andata
| Arbitri: | Paternicò (Enna) Giovannetti (Terni) Morelli (Brindisi) |

| |            | |
| Bostic 17, Kyzlink 14, Taylor 12, Candi 11, Elegar 11, Johnson 4, Baldi Rossi 2, Diouf, Cham, Bonacini. | Punti      | 17 LeDay, 14 Shields, 14 Datome, 12 Hines, 8 Punter, 8 Roll, 4 Brooks, 3 Cinciarini, 3 Rodríguez, 2 Moraschini, 2 Biligha, Moretti. |
| Bostic, Taylor 4                                                                                        | Assist     | 9 Rodríguez |
| Johnson 10                                                                                              | Rimbalzi   | 7 Hines |
| Antimo Martino                                                                                          | Allenatori | Ettore Messina |

| Arbitri: | Baldini (Firenze) Paglialunga (Taranto) Belfiore (Napoli) |

| |            | |
| LeDay 25, Shields 15, Delaney 12, Tarczewski 11, Moretti 10, Roll 6, Rodríguez 6, Brooks 6, Biligha 4, Datome 4, Moraschini 3, Cinciarini 2 | Punti      | 17 Mekowulu, 10 Cheese, 9 Logan, 9 Akele, 8 Russell, 6 Chillo, 5 Carroll, Imbrò, Vildera, Bartoli. |
| Shields 5 | Assist     | 6 Russell                                                                                          |
| LeDay 12 | Rimbalzi   | 9 Akele                                                                                            |
| Ettore Messina | Allenatori | Massimiliano Menetti                                                                               |

| Arbitri: | Martolini (Roma) Di Francesco (Teramo) Noce (Latina) |

| |            | |
| Doyle 17, Alviti 13, Upson 11, Fernández 9, Gražulis 8, Laquintana 5, Mussini 2, Da Ros, Coronica, Arnaldo | Punti      | 18 LeDay, 13 Shields, 13 Datome, 8 Moraschini, 6 Tarczewski, 6 Cinciarini, 5 Moretti, 5 Roll, 5 Brooks, 5 Hines, 3 Rodríguez, Biligha. |
| Fernández 4                                                                                                | Assist     | 4 Shields |
| Alviti 12                                                                                                  | Rimbalzi   | 14 LeDay |
| Eugenio Dalmasson                                                                                          | Allenatori | Ettore Messina |

| Arbitri: | Bartoli (Trieste) Bongiorni (Pisa) Brindisi (Torino) |

|                                 |            |              |
| Moretti 15                      | Punti      | 14 Hunt      |
| Shields 7                       | Assist     | 6 Baldasso   |
| LeDay, Tarczewski, Cinciarini 5 | Rimbalzi   | 5 Wilson     |
| Ettore Messina                  | Allenatori | Piero Bucchi |

| Arbitri: | Sahin (Messina) Borgioni (Roma) Bartoli (Trieste) |

|                                                                                                  |            | |
| Aradori 24, Withers 16, Happ 10, Banks 8, Totè 4, Fletcher 3, Palumbo 3, Sabatini 3, Mancinelli, | Punti      | 17 Shields, 16 Datome, 13 Roll, 12 Hines, 9 Rodríguez, 7 LeDay, 5 Tarczewski, 3 Moraschini, Brooks, Cinciarini, Moretti. |
| Banks 7                                                                                          | Assist     | 6 Moraschini |
| Happ 7                                                                                           | Rimbalzi   | 11 Hines |
| Romeo Sacchetti                                                                                  | Allenatori | Ettore Messina |

| Arbitri: | Borgo (Grumolo delle Abbadesse) Morelli (Brindisi) Perciavalle (Torino) |

| |            |                                                                                           |
| Shields 24, Roll 19, LeDay 10, Rodríguez 10, Hines 9, Datome 5, Brooks 3, Tarczewski 1, Cinciarini 1, Moretti, Biligha. | Punti      | 18 Browne, 15 Williams, 15 Maye, 10 Morgan, 9 Forray, 8 Martin, Conti, Sanders, Ladurner. |
| Rodríguez 12 | Assist     | 8 Browne                                                                                  |
| Tarczewski, Hines 6 | Rimbalzi   | 15 Williams                                                                               |
| Ettore Messina | Allenatori | Nicola Brienza                                                                            |

| Arbitri: | Lanzarini (Bologna) Nicolini (Palermo) Sardella (Rimini) |

| |            | |
| Shields 16, LeDay 15, Roll 14, Moretti 8, Micov 8, Hines 8, Brooks 7, Rodríguez 6, Biligha 5, Cinciarini, Datome. | Punti      | 15 Cline, 12 Burns, 10 Bortolani, 6 Moss, 4 Sacchetti, 4 Ancellotti, 3 Chery, 2 Vitali, Parrillo, Ristić. |
| Rodríguez 7 | Assist     | 2 Moss, Sacchetti                                                                                         |
| Brooks 9 | Rimbalzi   | 5 Burns                                                                                                   |
| Ettore Messina | Allenatori | Vincenzo Esposito                                                                                         |

| Arbitri: | Begnis (Crema) Pepponi (Assisi) Belfiore (Napoli) |

| |            | |
| Smith 18, Johnson 12, Kennedy 9, Leunen 9, Pecchia 8, Woodard 6, Bayehe 6, Thomas 3, Procida, La Torre. | Punti      | 24 Rodríguez, 14 Hines, 13 Shields, 12 LeDay, 7 Micov, 6 Biligha, 5 Brooks, 4 Cinciarini, 2 Punter, 2 Moraschini, Moretti. |
| Leunen 5                                                                                                | Assist     | 6 Rodríguez |
| Leunen 8                                                                                                | Rimbalzi   | 12 LeDay |
| Cesare Pancotto                                                                                         | Allenatori | Ettore Messina |

| Arbitri: | Vicino (Bologna) Giovannetti (Terni) Grigioni (Roma) |

|                |            |                    |
| LeDay 20       | Punti      | 25 Fotu            |
| Micov, Roll 3  | Assist     | 6 Stone            |
| LeDay 6        | Rimbalzi   | 7 Bramos           |
| Ettore Messina | Allenatori | Walter De Raffaele |

| Arbitri: | Rossi (Anghiari) Borgioni (Roma) Valzani (Martina Franca) |

|                 |            |                |
| Scola 23        | Punti      | 18 LeDay       |
| Ruzzier 3       | Assist     | 4 Cinciarini   |
| Strautiņš 8     | Rimbalzi   | 9 Tarczewski   |
| Massimo Bulleri | Allenatori | Ettore Messina |

| Arbitri: | Lo Guzzo (Catanzaro) Bartoli (Trieste) Capotorto (Palestrina) |

|                |            |                   |
| Datome 16      | Punti      | 20 Harrison       |
| Shields 8      | Assist     | 5 Harrison        |
| LeDay 9        | Rimbalzi   | 8 Harrison        |
| Ettore Messina | Allenatori | Francesco Vitucci |

| Arbitri: | Lanzarini (Bologna) Baldini (Firenze) Brindisi (Torino) |

|                |            |                    |
| Datome 24      | Punti      | 23 Burnell         |
| Shields 8      | Assist     | 11 Spissu          |
| LeDay, Hines 8 | Rimbalzi   | 8 Bilan            |
| Ettore Messina | Allenatori | Gianmarco Pozzecco |

| Arbitri: | Sahin (Messina) Rossi (Anghiari) Paglialunga (Taranto) |

|                             |            |                |
| Hunter, Teodosić, Gamble 12 | Punti      | 18 Punter      |
| Teodosić 6                  | Assist     | 4 Rodríguez    |
| Hunter 8                    | Rimbalzi   | 13 Hines       |
| Aleksandar Đorđević         | Allenatori | Ettore Messina |

| Arbitri: | Bartoli (Trieste) Bongiorni (Pisa) Galasso (Siena) |

|                |            |               |
| LeDay 24       | Punti      | 23 Delfino    |
| Rodríguez 8    | Assist     | 8 Robinson    |
| LeDay 7        | Rimbalzi   | 7 Cain        |
| Ettore Messina | Allenatori | Jasmin Repeša |

| Arbitri: | Paternicò (Piazza Armerina) Bettini (Bologna) Vita (Ancona) |

|                |            |                    |
| Hommes 22      | Punti      | 15 Punter          |
| Poeta 9        | Assist     | 4 Moraschini, Roll |
| Lee 8          | Rimbalzi   | 12 Tarczewski      |
| Paolo Galbiati | Allenatori | Ettore Messina     |

| Arbitri: | Martolini (Roma) Nicolini (Bagheria) Noce (Latina) |

|                |            |                |
| Rodríguez 18   | Punti      | 18 Candi       |
| Rodríguez 7    | Assist     | 5 Bostic       |
| Roll, Brooks 4 | Rimbalzi   | 7 Elegar       |
| Ettore Messina | Allenatori | Antimo Martino |

##### Girone di ritorno
| Arbitri: | Lanzarini (Bologna) Di Francesco (Teramo) Capotorto (Palestrina) |

|                        |            |                |
| Logan 19               | Punti      | 24 LeDay       |
| Imbrò 6                | Assist     | 5 Rodríguez    |
| Sokołowski, Mekowulu 6 | Rimbalzi   | 7 LeDay        |
| Massimiliano Menetti   | Allenatori | Ettore Messina |

| Arbitri: | Rossi (Anghiari) Bettini (Bologna) Dori (Mirano) |

|                      |            |                   |
| Hines, Datome 15     | Punti      | 24 Fernández      |
| Roll 4               | Assist     | 9 Doyle           |
| Tarczewski, Datome 5 | Rimbalzi   | 7 Delía           |
| Ettore Messina       | Allenatori | Eugenio Dalmasson |

| Arbitri: | Baldini (Firenze) Borgioni (Roma) Belfiore (Napoli) |

|                            |            |                                  |
| Punter 25 Roll 16 Micov 14 | Punti      | 17 Hunt 13 Banks 10 Saunders     |
| Rodríguez 7                | Assist     | 6 Baldasso                       |
| Datome 5                   | Rimbalzi   | 4 Saunders, Baldasso, Fantinelli |
| Ettore Messina             | Allenatori | Luca Dalmonte                    |

| Arbitri: | Paternicò (Piazza Armerina) Perciavalle (Torino) Capotorto (Palestrina) |

|                                 |            |                                  |
| Browne 20 Williams 15 Sanders 7 | Punti      | 18 Rodríguez 14 Punter 9 Shields |
| Browne 7                        | Assist     | 4 Rodríguez                      |
| Williams 12                     | Rimbalzi   | 8 Tarczewski                     |
| Emanuele Molin                  | Allenatori | Ettore Messina                   |

| Arbitri: | Attard (Priolo Gargallo) Giovannetti (Terni) Galasso (Pisa) |

|                             |            |                                          |
| Willis 17 Chery 16 Burns 15 | Punti      | 29 Rodríguez 15 Shields 14 LeDay, Brooks |
| Vitali 7                    | Assist     | 5 Moraschini                             |
| Burns 5                     | Rimbalzi   | 8 Brooks                                 |
| Maurizio Buscaglia          | Allenatori | Ettore Messina                           |

| Arbitri: | Martolini (Roma) Quarta (Torino) Pierantozzi (Ascoli Piceno) |

|                                            |            |                               |
| Shields, Datome 12 Brooks 11 Moraschini 10 | Punti      | 12 Bayehe 10 Johnson 9 Thomas |
| Rodríguez 4                                | Assist     | 4 Pecchia                     |
| Shields 6                                  | Rimbalzi   | 10 Pecchia                    |
| Ettore Messina                             | Allenatori | Piero Bucchi                  |

| Arbitri: | Paternicò (Piazza Armerina) Lo Guzzo (Pisa) Di Francesco (Teramo) |

|                             |            |                                                           |
| Chappell 15 Daye 14 Watt 12 | Punti      | 13 Punter 11 Zach LeDay 8 Moraschini, Tarczewski, Shields |
| De Nicolao, Clark 4         | Assist     | 3 Micov, Cinciarini                                       |
| Vidmar 7                    | Rimbalzi   | 6 Tarczewski                                              |
| Walter De Raffaele          | Allenatori | Ettore Messina                                            |

| Arbitri: | Borgioni (Roma) Bettini (Bologna) Vita (Ancona) |

|                                                                  |            |                                |
| Punter, LeDay, Rodríguez 14 Datome 11 Micov, Moraschini, Hines 7 | Punti      | 18 Scola 17 Ruzzier 16 Douglas |
| Hines, Rodríguez 4                                               | Assist     | 8 Ruzzier                      |
| Wojciechowski, Hines, LeDay 4                                    | Rimbalzi   | 9 Egbunu                       |
| Ettore Messina                                                   | Allenatori | Massimo Bulleri                |

| Arbitri: | Rossi (Anghiari) Bartoli (Trieste) Nicolini (Bagheria) |

|                                 |            |                                   |
| Willis 17 Bostic 15 Gaspardo 13 | Punti      | 23 Rodríguez 11 Shields 10 Punter |
| Zanelli 6                       | Assist     | 3 Shields                         |
| Willis 10                       | Rimbalzi   | 7 Tarczewski                      |
| Francesco Vitucci               | Allenatori | Ettore Messina                    |

| Arbitri: | Lo Guzzo (Pisa) Vicino (Argelato) Pepponi (Spello) |

|                               |            |                                |
| Spissu 24 Burnell 14 Bilan 10 | Punti      | 28 LeDay 19 Shields 11 Delaney |
| Bendžius, Burnell 4           | Assist     | 10 Rodríguez                   |
| Burnell 7                     | Rimbalzi   | 6 Micov, LeDay                 |
| Gianmarco Pozzecco            | Allenatori | Ettore Messina                 |

| Arbitri: | Paternicò (Piazza Armerina) Baldini (Firenze) Giovannetti (Terni) |

|                                |            |                                                       |
| Shields 35 LeDay 21 Delaney 11 | Punti      | 18 Alibegović 15 Belinelli, Teodosić 9 Hunter, Gamble |
| Rodríguez 7                    | Assist     | 6 Belinelli                                           |
| LeDay 8                        | Rimbalzi   | 6 Alibegović, Gamble                                  |
| Ettore Messina                 | Allenatori | Aleksandar Đorđević                                   |

| Arbitri: | Attard (Siracusa) Sardella (Rimini) Borgo (Vicenza) |

|                                |            |                              |
| Robinson 20 Drell 16 Filloy 12 | Punti      | 22 LeDay 16 Shields 15 Micov |
| Massenat 8                     | Assist     | 6 Cinciarini                 |
| Cain 9                         | Rimbalzi   | 6 Biligha                    |
| Jasmin Repeša                  | Allenatori | Ettore Messina               |

| Arbitri: | Bartoli (Trieste) Bettini (Bologna) Noce (Latina) |

|                                                         |            |                                         |
| Punter 13 Tarczewski, Biligha, Shields 12 Moraschini 10 | Punti      | 15 J. Williams, Poeta 14 Mian 13 Hommes |
| Roll 6                                                  | Assist     | 6 Poeta                                 |
| Brooks 11                                               | Rimbalzi   | 10 Hommes                               |
| Ettore Messina                                          | Allenatori | Paolo Galbiati                          |

#### Playoff

##### Quarti di finale
| Arbitri: | Manuel Mazzoni (Grosseto) Andrea Bongiorni (Pisa) Gianluca Capotorto (Roma) |

|                               |            |                                 |
| Shields 16 Punter 13 Hines 12 | Punti      | 16 Browne 12 Williams 10 Morgan |
| Hines, Rodríguez, Shields 4   | Assist     | 5 Sanders                       |
| Hines, Moraschini 7           | Rimbalzi   | 6 Williams                      |
| Ettore Messina                | Allenatori | Emanuele Molin                  |

| Arbitri: | Roberto Begnis (Cremona) Lorenzo Baldini (Firenze) Martino Galasso (Siena) |

|                                             |            |                                 |
| LeDay 19 Moraschini, Rodríguez 15 Punter 12 | Punti      | 17 Morgan 15 Williams 13 Browne |
| Rodríguez 7                                 | Assist     | 6 Browne                        |
| Biligha 6                                   | Rimbalzi   | 8 Williams                      |
| Ettore Messina                              | Allenatori | Emanuele Molin                  |

| Arbitri: | Saverio Lanzarini (Bologna) Mark Bartoli (Trieste) Christian Borgo (Vicenza) |

|                                 |            |                                 |
| Williams 16 Martin 13 Morgan 12 | Punti      | 14 Punter 13 Moraschini 11 Roll |
| Sanders 4                       | Assist     | 4 Delaney, Rodríguez            |
| Martin, Williams 8              | Rimbalzi   | 9 Moraschini                    |
| Emanuele Molin                  | Allenatori | Ettore Messina                  |

##### Semifinale
| Arbitri: | Saverio Lanzarini (Bologna) Alessandro Vicino (Bologna) Andrea Bongiorni (Pisa) |

|                                          |            |                          |
| Shields 25 Punter, Rodríguez 13, LeDay 8 | Punti      | 18 Tonut 16 Watt 14 Daye |
| Hines 4                                  | Assist     | 3 Daye                   |
| Hines 9                                  | Rimbalzi   | 10 Watt                  |
| Ettore Messina                           | Allenatori | Walter De Raffaele       |

| Arbitri: | Michele Rossi (Arezzo) Guido Giovannetti (Terni) Denis Quarta (Torino) |

|                                        |            |                          |
| Delaney 20 Rodríguez 14 LeDay, Roll 12 | Punti      | 15 Watt 12 Daye 10 Tonut |
| Rodriguez 7                            | Assist     | 3 De Nicolao             |
| Moraschini 7                           | Rimbalzi   | 7 Watt                   |
| Ettore Messina                         | Allenatori | Walter De Raffaele       |

| Arbitri: | Roberto Begnis (Cremona) Alessandro Martolini (Roma) Lorenzo Baldini (Firenze) |

|                             |            |                                      |
| Daye 22 Watt 19 Chappell 12 | Punti      | 19 Punter 17 Hines 16 LeDay, Shields |
| De Nicolao, Stone, Tonut 2  | Assist     | 5 Delaney, Rodríguez                 |
| Daye, Stone, Tonut 5        | Rimbalzi   | 7 LeDay                              |
| Walter De Raffaele          | Allenatori | Ettore Messina                       |

##### Finale
| Arbitri: | Tolga Ozge Sahin (Messina) Carmelo Lo Guzzo (Pisa) Guido Giovannetti (Terni) |

|                                         |            |                                  |
| LeDay, Rodríguez 16 Datome 15 Punter 12 | Punti      | 19 Teodosić 15 Weems 9 Belinelli |
| LeDay 4                                 | Assist     | 7 Teodosić                       |
| Hines 9                                 | Rimbalzi   | 6 Marković                       |
| Ettore Messina                          | Allenatori | Aleksandar Đorđević              |

| Arbitri: | Carmelo Paternicò (Enna) Beniamino Manuel Attard (Siracusa) Fabrizio Paglialunga (Taranto) |

|                                   |            |                                         |
| Shields 16 Rodríguez 13 Punter 12 | Punti      | 21 Teodosić 15 Ricci 13 Belinelli       |
| Delaney 4                         | Assist     | 5 Teodosić                              |
| Datome, Delaney 6                 | Rimbalzi   | 4 Alibegović, Marković, Ricci, Teodosić |
| Ettore Messina                    | Allenatori | Aleksandar Đorđević                     |

| Arbitri: | Roberto Begnis (Cremona) Lorenzo Baldini (Firenze) Mark Bartoli (Trieste) |

|                                |            |                                      |
| Weems 23 Teodosić 12 Pajola 10 | Punti      | 14 Datome, Shields 11 Punter 8 Micov |
| Teodosić 6                     | Assist     | 3 Rodríguez                          |
| Weems 10                       | Rimbalzi   | 5 Datome, Punter, Shields            |
| Aleksandar Đorđević            | Allenatori | Ettore Messina                       |

| Arbitri: | Manuel Mazzoni (Grosseto) Alessandro Martolini (Roma) Denny Borgioni (Roma) |

|                                   |            |                                       |
| Belinelli 15 Weems 14 Teodosić 10 | Punti      | 16 Shields 11 Punter 10 Hines, Datome |
| Teodosić 6                        | Assist     | 3 Rodríguez                           |
| Pajola, Abass 5                   | Rimbalzi   | 10 Shields                            |
| Aleksandar Đorđević               | Allenatori | Ettore Messina                        |

### Eurolega

#### Stagione regolare
| Arbitri: | Perez Petek Pastusiak |

| |            | |
| Baldwin 18, Đedović 14, Reynolds 14, Lučić 12, Johnson 6, Radošević 6, Zipser 6, Weiler-Babb 3, Šiško, Bray. | Punti      | 17 Delaney, 16 Hines, 9 Shields, 9 Rodríguez, 8 Roll, 7 Tarczewski, 6 LeDay, 5 Datome, 4 Moraschini, Brooks, Cinciarini. |
| Đedović 7 | Assist     | 8 Delaney |
| Reynolds 11                                                                                                  | Rimbalzi   | 4 Hines, Shields, Delaney                                                                                                |
| Andrea Trinchieri                                                                                            | Allenatori | Ettore Messina |

| Arbitri: | Lottermoser Silva Udyanskyy |

| |            | |
| Shields 17, Rodríguez 13, LeDay 10, Moraschini 10, Datome 10, Delaney 9, Hines 8, Roll 5, Tarczewski 4, Brooks 1 | Punti      | 12 Noua, 10 Fall, 10 Cole, 8 Yabusele, 7 Strazel, 6 Howard, 5 Lighty, 4 Kahudi, 4 Diot, 3 Freeman, 2 Lomažs, 2 Bako |
| Delaney 8 | Assist     | 3 Cole, Diot |
| LeDay 9 | Rimbalzi   | 8 Fall |
| Ettore Messina                                                                                                   | Allenatori | T.J. Parker |

| Arbitri: | Perez Shemmesh Thepenier |

| |            | |
| Sloukas 17, Printezīs 16, Harrison 16, McKissic 10, Martin 6, Spanoulīs 5, Jenkins 5, Ellis 5, Papanikolaou 4, Vezenkov, Larentzakīs | Punti      | 18 Rodríguez, 16 Roll, 10 LeDay, 9 Datome, 8 Hines, 5 Delaney, 5 Shields, 2 Tarczewski, 2 Moraschini, Brooks, Moretti |
| Sloukas 11 | Assist     | 5 Delaney |
| Martin 8 | Rimbalzi   | 6 Tarczewski |
| Giōrgos Mpartzōkas | Allenatori | Ettore Messina |

| Arbitri: | Javor Vyklicky Marcin |

| |            | |
| Rodríguez 25, Shields 19, Datome 9, Tarczewski 8, Moraschini 7, Roll 4, Hines 4, Delaney 2, LeDay, Brooks | Punti      | 15 Thompkins, 14 Abalde, 9 Taylor, 8 Llull, 7 Laprovíttola, 6 Tavares, 5 Campazzo, 2 Alocén, 2 Deck, 2 Garuba, Fernández |
| Rodríguez 7                                                                                               | Assist     | 3 Thompkins, Campazzo |
| Shields 7                                                                                                 | Rimbalzi   | 11 Garuba |
| Ettore Messina                                                                                            | Allenatori | Pablo Laso |

| Arbitri: | Daniel Hierrezuelo Matej Boltauzer Elias Koromilas |

|                                                   |            |                                   |
| Pangos, Gudaitis 16 Baron 13 Thomas, Poythress 10 | Punti      | 16 Punter 15 Shields 10 Rodríguez |
| Pangos 10                                         | Assist     | 5 Rodríguez                       |
| Ponitka 7                                         | Rimbalzi   | 10 Hines                          |
| Xavier Pascual Vives                              | Allenatori | Ettore Messina                    |

| Arbitri: | Boltauzer Pastusiak Cortes |

|                |            |                     |
| Punter 14      | Punti      | 11 Lô, Siva         |
| Rodríguez 5    | Assist     | 5 Sikma             |
| Tarczewski 6   | Rimbalzi   | 9 Sikma             |
| Ettore Messina | Allenatori | Aíto García Reneses |

| Arbitri: | Christodoulou Javor Lottermoser |

| |            | |
| Van Rossom 21, Prepelič 14, Kalinić 10, Labeyrie 9, Dubljević 9, Williams 8, Tobey 5, Vives 5, Hermannsson 5, Puerto. | Punti      | 17 Shields, 13 Hines, 12 Micov, 10 LeDay, 10 Roll, 8 Rodríguez, 8 Datome, 2 Brooks, 1 Tarczewski, Cinciarini. |
| Prepelič 5 | Assist     | 4 Rodríguez                                                                                                   |
| Dubljević 7 | Rimbalzi   | 7 Hines |
| Jaume Ponsarnau | Allenatori | Ettore Messina                                                                                                |

| Arbitri: | Hierrezuelo Difallah Hordov |

|                   |            |                |
| Jerebko 20        | Punti      | 26 Shields     |
| Šved 13           | Assist     | 7 Delaney      |
| Jerebko 7         | Rimbalzi   | 5 Punter       |
| Rimas Kurtinaitis | Allenatori | Ettore Messina |

| Arbitri: | Boltauzer Bissang Mäntylä |

| |            | |
| Micov 13, LeDay 11, Rodríguez 11, Punter 10, Roll 10, Delaney 8, Tarczewski 6, Shields 6, Brooks 2, Hines 2, Biligha. | Punti      | 17 Loyd, 15 Walden, 11 O'Bryant, 9 Rochestie, 9 Terry, 7 Hall, 7 Simonović, 6 Jagodić-Kuridža, 4 Davidovac, 2 Kuzmić, Lazić, Dobrić. |
| Rodríguez 5 | Assist     | 5 Loyd |
| Micov, Delaney, Hines 3                                                                                               | Rimbalzi   | 7 Terry |
| Ettore Messina | Allenatori | Saša Obradović |

| Arbitri: | Perez Petek Silva |

| |            | |
| Punter 22, LeDay 20, Shields 17, Delaney 13, Hines 10, Rodríguez 9, Micov 5, Brooks 2, Roll, Tarczewski. | Punti      | 16 Lekavičius, 15 Jokubaitis, 13 Rubit, 10 Grigonis, 9 Hayes, 9 Lauvergne, 8 Walkup, 8 Vasturia, 2 Jankūnas, 2 Geben, Milaknis. |
| Rodríguez 5                                                                                              | Assist     | 8 Walkup |
| LeDay, Hines 6                                                                                           | Rimbalzi   | 7 Rubit |
| Ettore Messina                                                                                           | Allenatori | Martin Schiller |

| Arbitri: | Garcia Javor Difallah |

| |            | |
| Bryant 17, Wilbekin 17, Hunter 14, DiBartolomeo 8, Bender 8, Jones 6, Blayzer 5, Dorsey 4, Žižić 4, Caloiaro 2. | Punti      | 18 Punter, 16 Delaney, 14 Shields, 12 Hines, 10 Rodríguez, 7 Brooks, 6 Micov, 2 Roll, 1 Tarczewski, LeDay. |
| Wilbekin 6 | Assist     | 5 Rodríguez                                                                                                |
| Bryant 9 | Rimbalzi   | 11 Shields                                                                                                 |
| Giannīs Sfairopoulos                                                                                            | Allenatori | Ettore Messina                                                                                             |

| Arbitri: | Perez Radovic Nedovic |

|                |            |                 |
| Punter 16      | Punti      | 16 Nedović      |
| Delaney 3      | Assist     | 5 Mack          |
| LeDay 5        | Rimbalzi   | 10 White        |
| Ettore Messina | Allenatori | Giōrgos Vovoras |

| Arbitri: | Lottermoser Latiševs Petek |

|                      |            |                |
| Davies 21            | Punti      | 23 Delaney     |
| Calathes 14          | Assist     | 4 Delaney      |
| Mirotić 10           | Rimbalzi   | 6 Brooks       |
| Šarūnas Jasikevičius | Allenatori | Ettore Messina |

| Arbitri: | Hierrezuelo Rocha Majkic |

|               |            |                      |
| Pierre 16     | Punti      | 15 LeDay             |
| Westermann 4  | Assist     | 4 Rodríguez, Delaney |
| al-Dwairi 6   | Rimbalzi   | 7 LeDay              |
| Igor Kokoškov | Allenatori | Ettore Messina       |

| Arbitri: | Radović Bissang Peruga |

|              |            |                |
| Micić 20     | Punti      | 18 Punter      |
| Micić 5      | Assist     | 8 Rodríguez    |
| Micić 8      | Rimbalzi   | 7 Hines        |
| Ergin Ataman | Allenatori | Ettore Messina |

| Arbitri: | Belošević Ryzhyk Hordov |

|                |            |                |
| Punter 15      | Punti      | 16 Dragić      |
| Rodríguez 5    | Assist     | 8 Henry        |
| LeDay 8        | Rimbalzi   | 12 Jekiri      |
| Ettore Messina | Allenatori | Duško Ivanović |

| Arbitri: | Garcia Petek Jovcic |

|                |            |                  |
| LeDay 21       | Punti      | 20 James         |
| Rodríguez 6    | Assist     | 11 James         |
| Shields 8      | Rimbalzi   | 19 Milutinov     |
| Ettore Messina | Allenatori | Dīmītrīs Itoudīs |

| Arbitri: | Lottermoser Moğulkoç Pastusiak |

|             |            |                |
| Carroll 20  | Punti      | 17 Rodríguez   |
| Alocén 5    | Assist     | 5 Delaney      |
| Thompkins 7 | Rimbalzi   | 10 Moraschini  |
| Pablo Laso  | Allenatori | Ettore Messina |

| Arbitri: | Boltauzer Vilius Šukys |

|                    |            |                 |
| Datome 27          | Punti      | 17 Williams     |
| Moraschini, Roll 4 | Assist     | 5 Vives         |
| Datome 6           | Rimbalzi   | 7 Labeyrie      |
| Ettore Messina     | Allenatori | Jaume Ponsarnau |

| Arbitri: | Christodoulou Silva Shemmesh |

|                     |            |                      |
| Lammers 18          | Punti      | 16 LeDay             |
| Granger 6           | Assist     | 7 Rodríguez, Delaney |
| Thiemann 7          | Rimbalzi   | 6 Tarczewski         |
| Aíto García Reneses | Allenatori | Ettore Messina       |

| Arbitri: | Pukl Perez Nikolic |

|                |            |                           |
| Rodríguez 14   | Punti      | 12 Reynolds               |
| Delaney 4      | Assist     | 2 Weiler-Babb, Flaccadori |
| LeDay 8        | Rimbalzi   | 5 Reynolds                |
| Ettore Messina | Allenatori | Andrea Trinchieri         |

| Arbitri: | Ryzhyk Difallah Panther |

|                   |            |                    |
| Punter 27         | Punti      | 18 Vezenkov        |
| Punter, Delaney 5 | Assist     | 7 Sloukas          |
| LeDay 7           | Rimbalzi   | 10 Vezenkov        |
| Ettore Messina    | Allenatori | Giōrgos Mpartzōkas |

| Arbitri: | Garcia Lottermoser Nedović |

|                |            |                             |
| Punter 14      | Punti      | 12 Pangos, Hollins          |
| Hines 3        | Assist     | 5 Pangos                    |
| Hines 8        | Rimbalzi   | 5 Thomas, Ponitka, Gudaitis |
| Ettore Messina | Allenatori | Xavier Pascual Vives        |

| Arbitri: | Miguel Perez Sašo Petek Tomasz Trawicki |

|                                     |            |                                       |
| Lighty 16 Yabusele 14 Fall, Cole 12 | Punti      | 18 Shields 14 LeDay 9 Punter, Delaney |
| Cole 4                              | Assist     | 6 Punter                              |
| Fall 8                              | Rimbalzi   | 7 Tarczewski                          |
| T.J. Parker                         | Allenatori | Ettore Messina                        |

| Arbitri: | Oļegs Latiševs Emilio Pérez Pizarro Josip Radojković |

|                               |            |                              |
| Punter 15 Hines 14 Shields 11 | Punti      | 16 Hunter 11 Dorsey 10 Jones |
| Rodríguez 9                   | Assist     | 5 Wilbekin                   |
| Shields 9                     | Rimbalzi   | 9 Hunter                     |
| Ettore Messina                | Allenatori | Giannīs Sfairopoulos         |

| Arbitri: | Ilija Belošević Mehdi Difallah Robert Vyklický |

|                                   |            |                                |
| Shields 17 Datome 15 Rodríguez 13 | Punti      | 23 Mickey 15 McCollum 12 Monja |
| Delaney 7                         | Assist     | 5 Zajcev                       |
| Hines 10                          | Rimbalzi   | 11 Mickey                      |
| Ettore Messina                    | Allenatori | Andrej Mal'cev                 |

| Arbitri: | Saša Pukl Carlos Cortés Rey Joseph Bissang |

|                                |            |                                        |
| Punter 20 Datome 16 Shields 14 | Punti      | 20 de Colo 18 Brown 15 Gudurić, Pierre |
| Shields 5                      | Assist     | 8 Veselý                               |
| Datome 6                       | Rimbalzi   | 10 Veselý                              |
| Ettore Messina                 | Allenatori | Igor Kokoškov                          |

| Arbitri: | Christos Christodoulou Milan Nedović Marcin Kowalski |

|                                        |            |                                       |
| Grigonis 17 Lauvergne 15 Lekavičius 11 | Punti      | 23 Shields 14 Punter 10 Hines, Datome |
| Walkup 4                               | Assist     | 4 Punter                              |
| Lauvergne 9                            | Rimbalzi   | 7 Hines                               |
| Martin Schiller                        | Allenatori | Ettore Messina                        |

| Arbitri: | Oļegs Latiševs Miguel Pérez Tomasz Trawicki |

|                                  |            |                               |
| James 21 Shengelia 20 Clyburn 10 | Punti      | 32 Punter 14 Shields 12 LeDay |
| James 5                          | Assist     | 6 Rodríguez                   |
| Shengelia 10                     | Rimbalzi   | 6 Hines                       |
| Dīmītrīs Itoudīs                 | Allenatori | Ettore Messina                |

| Arbitri: | Ilija Belošević Damir Javor Tomislav Hordov |

|                                        |            |                              |
| Shields 10 Evans 9 LeDay, Moraschini 8 | Punti      | 15 Mirotić 11 Hanga 8 Davies |
| Rodríguez 5                            | Assist     | 11 Calathes                  |
| Brooks 5                               | Rimbalzi   | 7 Oriola                     |
| Ettore Messina                         | Allenatori | Šarūnas Jasikevičius         |

| Arbitri: | Matej Boltauzer Emin Moğulkoç Sérgio Silva |

|                             |            |                                                   |
| Henry 19 Polonara Dragić 15 | Punti      | 13 Punter 12 Rodríguez 10 Shields, Brooks, Datome |
| Henry 6                     | Assist     | 4 Rodríguez                                       |
| Polonara 13                 | Rimbalzi   | 7 Brooks                                          |
| Duško Ivanović              | Allenatori | Ettore Messina                                    |

| Arbitri: | Robert Lottermoser Juan Carlo Garcia Artem Lavrukhin |

|                                     |            |                                      |
| Loyd 22 Dobrić 14 Hall, Simonović 7 | Punti      | 23 Punter 14 LeDay, Shields 11 Hines |
| Loyd 3                              | Assist     | 8 Rodríguez                          |
| Davidovac 6                         | Rimbalzi   | 5 LeDay                              |
| Dejan Radonjić                      | Allenatori | Ettore Messina                       |

| Arbitri: | Sreten Radović Fernando Rocha Saulius Racys |

|                                                 |            |                                                  |
| Hezonja 17 Bentil 16 Papagiannīs, Papapetrou 14 | Punti      | 15 Micov 13 Punter 12 LeDay, Tarczewski, Shields |
| Mack 4                                          | Assist     | 5 Rodríguez                                      |
| Papagiannīs 7                                   | Rimbalzi   | 6 Tarczewski                                     |
| Oded Kattash                                    | Allenatori | Ettore Messina                                   |

| Arbitri: | Miguel Perez Gytis Vilius Sébastien Clivaz |

|                               |            |                                   |
| Shields 19 Punter 18 LeDay 15 | Punti      | 15 Beaubois 12 Singleton 11 Pleiß |
| Rodríguez 10                  | Assist     | 5 Beaubois                        |
| Evans 7                       | Rimbalzi   | 5 Moerman                         |
| Ettore Messina                | Allenatori | Ergin Ataman                      |

#### Play off
| Arbitri: | Juan Carlos Garcia Fernando Rocha Tomislav Hordov |

|                                 |            |                                                       |
| LeDay 17 Rodríguez 13 Punter 11 | Punti      | 23 Seeley 10 Baldwin, Johnson 7 Reynolds, Gist, Šiško |
| Delaney 4                       | Assist     | 6 Šiško                                               |
| LeDay 7                         | Rimbalzi   | 6 Seeley                                              |
| Ettore Messina                  | Allenatori | Andrea Trinchieri                                     |

| Arbitri: | Saša Pukl Otegs Latisevs Emin Mogulkoc |

|                                   |            |                                              |
| Punter 20 Rodríguez 13 Shields 12 | Punti      | 23 Baldwin 11 Gist, Lučić, Reynolds 7 Zipser |
| Rodríguez 4                       | Assist     | 6 Baldwin                                    |
| Hines, LeDay 7                    | Rimbalzi   | 8 Lučić                                      |
| Ettore Messina                    | Allenatori | Andrea Trinchieri                            |

| Arbitri: | Damir Javor Mehdi Difallah Gytis Vilius |

|                                              |            |                                                   |
| Lučić 27 Zipser, Baldwin 11 Šiško, Johnson 9 | Punti      | 18 Delaney 11 Rodríguez, Shields 8 Punter, Datome |
| Šiško 8                                      | Assist     | 3 Hines, Roll                                     |
| Johnson 9                                    | Rimbalzi   | 4 LeDay                                           |
| Andrea Trinchieri                            | Allenatori | Ettore Messina                                    |

| Arbitri: | Matej Boltauzer Juan Carlos Garcia Tomislav Hordov |

|                                 |            |                                        |
| Baldwin 18 Zipser 16 Johnson 12 | Punti      | 28 Delaney 17 Shields 10 LeDay, Punter |
| Baldwin 4                       | Assist     | 5 Shields                              |
| Johnson 7                       | Rimbalzi   | 7 Evans, Shields                       |
| Andrea Trinchieri               | Allenatori | Ettore Messina                         |

| Arbitri: | Sreten Radović Miguel Angel Perez Gytis Vilius |

|                                |            |                                  |
| Shields 33 Delaney 16 Hines 12 | Punti      | 19 Reynolds 17 Baldwin 7 Johnson |
| Rodríguez 7                    | Assist     | 5 Baldwin                        |
| Hines 7                        | Rimbalzi   | 9 Reynolds, Johnson              |
| Ettore Messina                 | Allenatori | Andrea Trinchieri                |

#### Final Four
| Arbitri: | Sreten Radović Matej Boltauzer Oļegs Latiševs |

|                                   |            |                               |
| Mirotić 21 Calathes 17 Higgins 11 | Punti      | 23 Punter 14 Micov 13 Shields |
| Calathes 6                        | Assist     | 4 Delaney                     |
| Mirotić 6                         | Rimbalzi   | 7 Delaney                     |
| Šarūnas Jasikevičius              | Allenatori | Ettore Messina                |

| Arbitri: | Juan Carlos Garcia Mehdi Difallah Uros Nikolic |

|                                       |            |                                                                      |
| Shengelia 18 Lundberg 15 Voigtmann 12 | Punti      | 14 Micov, Rodríguez 11 Moraschini, Roll, Shields 7 LeDay, Tarczewski |
| Shengelia 9                           | Assist     | 7 Shields                                                            |
| Shengelia, Uchov 3                    | Rimbalzi   | 6 Rodríguez                                                          |
| Dīmītrīs Itoudīs                      | Allenatori | Ettore Messina                                                       |

### Supercoppa Italiana

#### Fase a gironi
| Arbitri: | Mazzoni (Grosseto) Quarta (Torino) Brindisi (Torino) |

|                     |            |                 |
| Punter 17           | Punti      | 16 Kennedy      |
| Rodríguez 10        | Assist     | 7 Smith         |
| Hines, Tarczewski 5 | Rimbalzi   | 12 Kennedy      |
| Ettore Messina      | Allenatori | Cesare Pancotto |

| Arbitri: | Vicino (Bologna) Bongiorni (Pisa) Galasso (Siena) |

|                          |            |                  |
| Scola 21                 | Punti      | 19 Punter        |
| G. De Nicolao, Ruzzier 3 | Assist     | 4 Delaney, Hines |
| Andersson, Morse 6       | Rimbalzi   | 7 LeDay          |
| Attilio Caja             | Allenatori | Ettore Messina   |

| Arbitri: | Begnis (Crema) Morelli (Brindisi) Pepponi (Assisi) |

|                 |            |                              |
| Johnson 16      | Punti      | 17 Punter                    |
| Thomas 3        | Assist     | 5 Cinciarini, Rodríguez      |
| Kennedy 9       | Rimbalzi   | 7 LeDay, Shields, Tarczewski |
| Cesare Pancotto | Allenatori | Ettore Messina               |

| Arbitri: | Sardella (Rimini) Borgioni (Roma) Noce (Latina) |

|                |            |                                      |
| Delaney 25     | Punti      | 18 Chery                             |
| Rodríguez 6    | Assist     | 3 Chery, Crawford, Sacchetti, Vitali |
| Shields 7      | Rimbalzi   | 9 Burns                              |
| Ettore Messina | Allenatori | Vincenzo Esposito                    |

| Arbitri: | Sahin (Messina) Attard (Priolo Gargallo) Brindisi (Torino) |

|                   |            |                 |
| Chery 17          | Punti      | 17 Rodríguez    |
| Chery 5           | Assist     | 5 Rodríguez     |
| Burns 11          | Rimbalzi   | 5 Datome, Hines |
| Vincenzo Esposito | Allenatori | Ettore Messina  |

| Arbitri: | Baldini (Firenze) Grigioni (Roma) Morelli (Brindisi) |

|                |            |                    |
| Shields 18     | Punti      | 16 Douglas         |
| Moraschini 5   | Assist     | 6 Ruzzier          |
| Tarczewski 8   | Rimbalzi   | 6 Ruzzier, Scola   |
| Ettore Messina | Allenatori | Vincenzo Cavazzana |

#### Final Four
| Arbitri: | Lanzarini (Bologna) Bartoli (Trieste) Di Francesco (Teramo) |

|                |            |                    |
| Delaney 19     | Punti      | 19 Watt            |
| Delaney 6      | Assist     | 8 De Nicolao       |
| Tarczewski 6   | Rimbalzi   | 7 Daye             |
| Ettore Messina | Allenatori | Walter De Raffaele |

| Arbitri: | Lo Guzzo (Catanzaro) Mazzoni (Grosseto) Bongiorni (Pisa) |

|                |            |                      |
| Datome 17      | Punti      | 13 Alibegović        |
| Rodríguez 4    | Assist     | 8 Teodosić           |
| Datome 6       | Rimbalzi   | 8 Alibegović, Gamble |
| Ettore Messina | Allenatori | Aleksandar Đorđević  |

### Coppa Italia
| Arbitri: | Begnis (Crema) Bartoli (Trieste) Paglialunga (Massafra) |

|                                           |            |                                           |
| Punter, LeDay 15 Wojciechowski 10 Hines 8 | Punti      | 13 Baldi Rossi 9 Koponen 8 Diouf, Kyzlink |
| Rodríguez 9                               | Assist     | 5 Baldi Rossi                             |
| Shields 9                                 | Rimbalzi   | 9 Diouf                                   |
| Ettore Messina                            | Allenatori | Antimo Martino                            |

| Arbitri: | Lanzarini (Bologna) Mazzoni (Grosseto) Vicino (Bologna) |

|                                |            |                                       |
| Rodríguez 22 LeDay 16 Hines 14 | Punti      | 18 Watt 14 Tonut 7 Bramos, De Nicolao |
| Rodríguez 9                    | Assist     | 5 De Nicolao                          |
| Hines 10                       | Rimbalzi   | 6 Watt                                |
| Ettore Messina                 | Allenatori | Walter De Raffaele                    |

| Arbitri: | Sahin (Messina) Begnis (Crema) Giovannetti (Papigno) |

|                                       |            |                                                |
| Datome 15 LeDay, Punter 13 Delaney 10 | Punti      | 15 Cain 12 Drell, Filipovity 5 Delfino, Filloy |
| Rodríguez 8                           | Assist     | 4 J. Robinson                                  |
| Hines 7                               | Rimbalzi   | 12 Cain                                        |
| Ettore Messina                        | Allenatori | Jasmin Repeša                                  |

## Statistiche
Aggiornate al 15 luglio 2021

### Statistiche di squadra
| Competizione          | G  | V  | P  | Pt   | 2PT  | 3PT  | TL   | Rimbalzi | Rimbalzi | Rimbalzi | Stop | Palle | Palle | Ass  |
| Competizione          | G  | V  | P  | Pt   | 2PT  | 3PT  | TL   | Off      | Dif      | Tot      | Stop | Perse | Rec.  | Ass  |
| --------------------- | -- | -- | -- | ---- | ---- | ---- | ---- | -------- | -------- | -------- | ---- | ----- | ----- | ---- |
| LBA Serie A           | 26 | 20 | 6  | 88.4 | 52.3 | 43.4 | 82.5 | 9.6      | 27.5     | 37.1     | 3.1  | 10.2  | 7.3   | 18.9 |
| Playoff               | 10 | 6  | 4  | 79.7 | 48.6 | 36.2 | 85.3 | 9.9      | 27.1     | 37       | 2.3  | 12.4  | 6.3   | 15.5 |
| Totale Serie A        | 36 | 26 | 10 | 3182 | 50.1 | 40.7 | 83.7 | 353      | 1008     | 1361     | 106  | 442   | 264   | 659  |
| Euroleague Basketball | 34 | 21 | 13 | 82.4 | 51.6 | 42.6 | 78.5 | 8.1      | 22.2     | 30.3     | 2.5  | 11.2  | 6.9   | 15.8 |
| Playoff               | 7  | 4  | 3  | 85.3 | 50.0 | 40.8 | 83.4 | 9.1      | 24.2     | 33.3     | 2.0  | 12.7  | 6.0   | 12.4 |
| Totale Eurolega       | 41 | 25 | 16 | 3345 | 50.8 | 50.8 | 41.7 | 283      | 881      | 1164     | 90   | 439   | 250   | 640  |
| Supercoppa Italiana   | 8  | 8  | 0  | 90.8 | 50.0 | 44.2 | 78.8 | 8.6      | 24.0     | 32.6     | 2.8  | 9.6   | 9.8   | 18.6 |
| Coppa Italia          | 3  | 3  | 0  | 87.6 | 50.0 | 45.5 | 85.3 | 8.7      | 28.0     | 36.7     | 2.6  | 7.3   | 10.1  | 19.8 |
| Totale                | 88 | 62 | 26 | 85.7 | 50.2 | 42.5 | 82.2 | 9.0      | 25.5     | 34.5     | 2.5  | 10.5  | 7.7   | 16.8 |

### Andamento in campionato
| Giornata  | 1 | 2 | 3 | 4 | 5 | 6 | 7 | 8 | 9 | 10 | 11 | 12 | 13 | 14 | 15 | 16 | 17 | 18 | 19 | 20 | 21 | 22 | 23 | 24 | 25 | 26 | 27 | 28 | 29 | 30 |
| --------- | - | - | - | - | - | - | - | - | - | -- | -- | -- | -- | -- | -- | -- | -- | -- | -- | -- | -- | -- | -- | -- | -- | -- | -- | -- | -- | -- |
| Luogo     | T | C | T | - | T | C | C | T | C | T  | C  | C  | T  | C  | T  | C  | T  | C  | -  | C  | T  | T  | C  | T  | C  | T  | T  | C  | T  | C  |
| Risultato | V | V | V | - | V | V | V | V | V | V  | P  | V  | V  | V  | V  | V  | V  | P  | -  | V  | P  | V  | V  | P  | P  | P  | V  | V  | V  | V  |
| Posizione | 3 | 1 | 1 | - | 1 | 1 | 1 | 1 | 1 | 1  | 2  | 1  | 1  | 1  | 1  | 1  | 1  | 1  | -  | 1  | 1  | 1  | 1  | 1  | 1  | 2  | 2  | 1  | 1  | 1  |

Fonte:  Serie A – Classifica, su web.legabasket.it. URL consultato il 23 ottobre 2020 (archiviato dall'url originale il 27 ottobre 2020).
Legenda:

Luogo: C = Casa; T = Trasferta. Risultato: V = Vittoria; P = Sconfitta.
- = Turno di riposo.

### Andamento in Eurolega
| Giornata  | 1 | 2 | 3 | 4 | 5 | 6 | 7 | 8 | 9 | 10 | 11 | 12 | 13 | 14 | 15 | 16 | 17 | 18 | 19 | 20 | 21 | 22 | 23 | 24 | 25 | 26 | 27 | 28 | 29 | 30 | 31 | 32 | 33 | 34 |
| --------- | - | - | - | - | - | - | - | - | - | -- | -- | -- | -- | -- | -- | -- | -- | -- | -- | -- | -- | -- | -- | -- | -- | -- | -- | -- | -- | -- | -- | -- | -- | -- |
| Luogo     | T | C | T | C | T | C | T | T | C | C  | T  | C  | T  | T  | T  | C  | C  | T  | C  | T  | C  | C  | C  | T  | C  | C  | C  | T  | T  | C  | T  | T  | T  | C  |
| Risultato | V | V | P | V | P | V | P | V | P | V  | V  | P  | P  | V  | V  | P  | P  | V  | V  | V  | V  | V  | V  | P  | V  | V  | P  | V  | V  | P  | P  | V  | P  | V  |

Fonte:  EuroLeague 2020-21 Games, su euroleague.net.
Legenda:

Luogo: C = Casa; T = Trasferta. Risultato: V = Vittoria; P = Sconfitta.
- = Turno di riposo.

### Statistiche giocatori

#### Serie A

##### Regular season
| Nome                | G  | Pun | Min | Falli | Falli | Tiri da 2 | Tiri da 2 | Tiri da 2 | Tiri da 3 | Tiri da 3 | Tiri da 3 | Tiri Liberi | Tiri Liberi | Tiri Liberi | Rimbalzi | Rimbalzi | Rimbalzi | Stop | Stop | Palle | Palle | Ass | Val |
| Nome                | G  | Pun | Min | C     | S     | R         | T         | %         | R         | T         | %         | R           | T           | %           | O        | D        | T        | D    | S    | P     | R     | Ass | Val |
| ------------------- | -- | --- | --- | ----- | ----- | --------- | --------- | --------- | --------- | --------- | --------- | ----------- | ----------- | ----------- | -------- | -------- | -------- | ---- | ---- | ----- | ----- | --- | --- |
| Riccardo Moraschini | 26 | 106 | 429 | 31    | 13    | 13        | 35        | 37.1      | 6         | 27        | 22.2      | 14          | 18          | 77.8        | 13       | 30       | 43       | 0    | 1    | 32    | 10    | 45  | 142 |
| Andrea Cinciarini   | 26 | 58  | 311 | 34    | 37    | 30        | 63        | 47.6      | 9         | 30        | 30.0      | 19          | 24          | 79.2        | 4        | 66       | 70       | 1    | 5    | 10    | 24    | 42  | 88  |
| Zach LeDay          | 25 | 394 | 572 | 49    | 123   | 107       | 193       | 55.4      | 25        | 49        | 51.0      | 105         | 118         | 89.0        | 36       | 120      | 156      | 9    | 11   | 28    | 13    | 28  | 512 |
| Shavon Shields      | 25 | 356 | 627 | 29    | 75    | 93        | 159       | 58.5      | 35        | 100       | 35.0      | 65          | 77          | 84.4        | 15       | 76       | 91       | 5    | 6    | 27    | 26    | 65  | 413 |
| Paul Biligha        | 25 | 93  | 313 | 41    | 17    | 36        | 60        | 60.0      | 1         | 4         | 25.0      | 18          | 23          | 78.3        | 24       | 32       | 56       | 18   | 2    | 14    | 9     | 7   | 111 |
| Jeff Brooks         | 24 | 87  | 389 | 24    | 9     | 17        | 31        | 54.8      | 14        | 33        | 42.4      | 11          | 13          | 84.6        | 15       | 52       | 67       | 17   | 0    | 11    | 17    | 16  | 143 |
| Sergio Rodríguez    | 21 | 252 | 448 | 33    | 37    | 23        | 63        | 36.5      | 63        | 126       | 50.0      | 17          | 19          | 89.5        | 3        | 31       | 34       | 3    | 2    | 41    | 16    | 116 | 277 |
| Luigi Datome        | 21 | 196 | 407 | 35    | 33    | 29        | 72        | 40.3      | 38        | 72        | 52.8      | 24          | 26          | 92.3        | 12       | 53       | 65       | 7    | 3    | 19    | 15    | 18  | 198 |
| Michael Roll        | 20 | 190 | 411 | 40    | 13    | 29        | 59        | 49.2      | 41        | 88        | 46.6      | 9           | 10          | 90.0        | 5        | 35       | 40       | 1    | 0    | 8     | 13    | 40  | 171 |
| Kevin Punter        | 19 | 193 | 416 | 33    | 53    | 33        | 74        | 44.6      | 30        | 72        | 41.7      | 37          | 46          | 80.4        | 0        | 21       | 21       | 2    | 6    | 28    | 19    | 31  | 160 |
| Kaleb Tarczewski    | 19 | 127 | 341 | 45    | 48    | 50        | 91        | 54.9      | 0         | 0         | 0.0       | 27          | 42          | 64.3        | 51       | 58       | 109      | 12   | 1    | 19    | 5     | 10  | 190 |
| Davide Moretti      | 17 | 42  | 136 | 22    | 10    | 7         | 18        | 38.9      | 7         | 26        | 26.9      | 7           | 8           | 87.5        | 1        | 9        | 10       | 0    | 3    | 8     | 6     | 13  | 17  |
| Vladimir Micov      | 15 | 99  | 270 | 27    | 35    | 22        | 46        | 47.8      | 10        | 34        | 29.4      | 25          | 32          | 78.1        | 3        | 21       | 24       | 0    | 2    | 15    | 7     | 23  | 89  |
| Kyle Hines          | 13 | 95  | 276 | 31    | 21    | 39        | 71        | 54.9      | 0         | 2         | 00.0      | 17          | 23          | 73.9        | 24       | 48       | 72       | 7    | 7    | 14    | 15    | 20  | 138 |
| Malcolm Delaney     | 9  | 87  | 209 | 31    | 39    | 9         | 27        | 33.3      | 12        | 27        | 44.4      | 33          | 36          | 91.7        | 2        | 22       | 24       | 0    | 2    | 21    | 6     | 28  | 94  |
| Jakub Wojciechowski | 5  | 10  | 43  | 6     | 1     | 3         | 5         | 60.0      | 1         | 1         | 100.0     | 1           | 2           | 50.0        | 7        | 7        | 14       | 1    | 0    | 2     | 0     | 2   | 17  |
| Francesco Gravaghi  | 1  | 0   | 2   | 0     | 0     | 0         | 0         | 00.0      | 0         | 0         | 00.0      | 0           | 0           | 00.0        | 0        | 0        | 0        | 0    | 0    | 0     | 0     | 0   | 0   |

##### Playoff
| Nome                | G  | Pun | Min | Falli | Falli | Tiri da 2 | Tiri da 2 | Tiri da 2 | Tiri da 3 | Tiri da 3 | Tiri da 3 | Tiri Liberi | Tiri Liberi | Tiri Liberi | Rimbalzi | Rimbalzi | Rimbalzi | Stop | Stop | Palle | Palle | Ass | Val |
| Nome                | G  | Pun | Min | C     | S     | R         | T         | %         | R         | T         | %         | R           | T           | %           | O        | D        | T        | D    | S    | P     | R     | Ass | Val |
| ------------------- | -- | --- | --- | ----- | ----- | --------- | --------- | --------- | --------- | --------- | --------- | ----------- | ----------- | ----------- | -------- | -------- | -------- | ---- | ---- | ----- | ----- | --- | --- |
| Sergio Rodríguez    | 10 | 104 | 215 | 19    | 32    | 10        | 23        | 43.5      | 20        | 58        | 34.5      | 24          | 26          | 92.3        | 1        | 18       | 19       | 0    | 3    | 19    | 3     | 42  | 106 |
| Luigi Datome        | 10 | 85  | 187 | 20    | 20    | 21        | 42        | 50.0      | 8         | 23        | 34.8      | 19          | 21          | 90.5        | 6        | 26       | 32       | 2    | 0    | 10    | 4     | 9   | 84  |
| Kyle Hines          | 10 | 80  | 230 | 28    | 23    | 33        | 52        | 63.5      | 0         | 0         | 00.0      | 14          | 19          | 73.7        | 19       | 35       | 54       | 9    | 3    | 13    | 15    | 19  | 132 |
| Paul Biligha        | 10 | 31  | 136 | 18    | 4     | 12        | 28        | 42.9      | 0         | 0         | 00.0      | 7           | 8           | 87.5        | 19       | 8        | 27       | 7    | 3    | 3     | 4     | 3   | 35  |
| Kevin Punter        | 9  | 117 | 196 | 22    | 26    | 19        | 46        | 41.3      | 17        | 47        | 36.2      | 28          | 31          | 90.3        | 1        | 24       | 25       | 0    | 3    | 12    | 9     | 8   | 88  |
| Zach LeDay          | 9  | 101 | 237 | 15    | 28    | 21        | 44        | 47.7      | 12        | 34        | 35.3      | 23          | 25          | 92.0        | 5        | 38       | 43       | 4    | 5    | 18    | 5     | 9   | 105 |
| Riccardo Moraschini | 9  | 45  | 143 | 10    | 15    | 9         | 18        | 50.0      | 6         | 8         | 75.0      | 9           | 10          | 90.0        | 2        | 33       | 35       | 0    | 2    | 6     | 7     | 6   | 78  |
| Jeff Brooks         | 9  | 13  | 99  | 8     | 2     | 4         | 12        | 33.3      | 1         | 5         | 20.0      | 2           | 2           | 100.0       | 7        | 17       | 24       | 0    | 1    | 2     | 2     | 10  | 28  |
| Shavon Shields      | 8  | 118 | 221 | 14    | 36    | 24        | 48        | 50.0      | 15        | 35        | 42.9      | 25          | 31          | 80.6        | 9        | 21       | 30       | 0    | 6    | 15    | 8     | 15  | 122 |
| Malcolm Delaney     | 8  | 51  | 177 | 23    | 26    | 9         | 23        | 39.1      | 5         | 18        | 27.8      | 18          | 25          | 72.0        | 5        | 13       | 18       | 0    | 1    | 16    | 2     | 24  | 47  |
| Jakub Wojciechowski | 5  | 6   | 18  | 3     | 2     | 3         | 3         | 100.0     | 0         | 0         | 00.0      | 0           | 0           | 00.0        | 2        | 2        | 4        | 0    | 0    | 0     | 1     | 0   | 10  |
| Andrea Cinciarini   | 4  | 9   | 30  | 5     | 2     | 2         | 3         | 66.7      | 1         | 2         | 50.0      | 2           | 2           | 100.0       | 0        | 6        | 6        | 0    | 1    | 2     | 1     | 3   | 11  |
| Michael Roll        | 3  | 29  | 60  | 5     | 3     | 5         | 9         | 55.6      | 4         | 12        | 33.3      | 7           | 7           | 100.0       | 1        | 4        | 5        | 0    | 0    | 0     | 2     | 4   | 26  |
| Vladimir Micov      | 2  | 8   | 40  | 1     | 4     | 3         | 9         | 33.3      | 0         | 4         | 00.0      | 2           | 4           | 50.0        | 2        | 3        | 5        | 0    | 0    | 2     | 0     | 3   | 5   |
| Kaleb Tarczewski    | 1  | 0   | 11  | 1     | 1     | 0         | 0         | 00.0      | 0         | 0         | 00.0      | 0           | 0           | 00.0        | 1        | 1        | 2        | 1    | 0    | 1     | 0     | 0   | 2   |

#### Eurolega

##### Regular season
| Nome                | Pun | G  | Min | Falli | Falli | Tiri da 2 | Tiri da 2 | Tiri da 2 | Tiri da 3 | Tiri da 3 | Tiri da 3 | Tiri Liberi | Tiri Liberi | Tiri Liberi | Rimbalzi | Rimbalzi | Rimbalzi | Stop | Stop | Palle | Palle | Ass | Val |
| Nome                | Pun | G  | Min | C     | S     | R         | T         | %         | R         | T         | %         | R           | T           | %           | O        | D        | T        | D    | S    | P     | R     | Ass | Val |
| ------------------- | --- | -- | --- | ----- | ----- | --------- | --------- | --------- | --------- | --------- | --------- | ----------- | ----------- | ----------- | -------- | -------- | -------- | ---- | ---- | ----- | ----- | --- | --- |
| Kyle Hines          | 267 | 33 | 806 | 81    | 75    | 113       | 207       | 54.5      | 0         | 1         | 68.3      | 41          | 60          | 91.7        | 59       | 83       | 142      | 24   | 23   | 24    | 43    | 62  | 333 |
| Kaleb Tarczewski    | 134 | 32 | 446 | 76    | 50    | 54        | 97        | 55.7      | 0         | 0         | 00.0      | 26          | 40          | 65.0        | 42       | 60       | 102      | 12   | 4    | 10    | 28    | 10  | 153 |
| Luigi Datome        | 235 | 31 | 536 | 59    | 25    | 38        | 84        | 45.2      | 43        | 81        | 53.1      | 30          | 32          | 93.8        | 17       | 73       | 90       | 3    | 4    | 5     | 16    | 27  | 220 |
| Michael Roll        | 138 | 30 | 487 | 48    | 18    | 26        | 54        | 48.1      | 26        | 64        | 40.6      | 8           | 9           | 88.9        | 4        | 37       | 41       | 2    | 3    | 15    | 13    | 39  | 122 |
| Sergio Rodríguez    | 287 | 30 | 602 | 54    | 60    | 55        | 87        | 63.2      | 47        | 140       | 33.6      | 36          | 39          | 92.3        | 3        | 58       | 61       | 2    | 6    | 25    | 54    | 142 | 335 |
| Kevin Punter        | 434 | 29 | 747 | 56    | 96    | 89        | 168       | 53.0      | 57        | 142       | 40.1      | 85          | 96          | 88.5        | 6        | 41       | 47       | 1    | 16   | 24    | 37    | 47  | 365 |
| Zach LeDay          | 300 | 29 | 701 | 57    | 100   | 73        | 149       | 49.0      | 30        | 61        | 49.2      | 64          | 71          | 90.1        | 30       | 101      | 131      | 11   | 7    | 16    | 27    | 16  | 369 |
| Shavon Shields      | 391 | 29 | 782 | 44    | 77    | 103       | 180       | 57.2      | 44        | 98        | 44.9      | 53          | 66          | 80.3        | 24       | 89       | 113      | 7    | 5    | 32    | 34    | 41  | 434 |
| Malcolm Delaney     | 280 | 26 | 641 | 73    | 91    | 46        | 113       | 40.7      | 40        | 103       | 38.8      | 68          | 85          | 80.0        | 5        | 55       | 60       | 0    | 9    | 26    | 51    | 97  | 274 |
| Jeff Brooks         | 64  | 26 | 359 | 30    | 10    | 14        | 32        | 43.8      | 9         | 24        | 37.5      | 9           | 13          | 69.2        | 24       | 42       | 66       | 11   | 3    | 7     | 8     | 20  | 100 |
| Vladimir Micov      | 144 | 23 | 443 | 40    | 32    | 40        | 80        | 50.0      | 17        | 39        | 43.6      | 13          | 19          | 68.4        | 5        | 32       | 37       | 2    | 3    | 15    | 19    | 26  | 126 |
| Riccardo Moraschini | 64  | 23 | 246 | 26    | 21    | 10        | 26        | 38.5      | 9         | 19        | 47.4      | 17          | 26          | 65.4        | 2        | 34       | 36       | 0    | 2    | 9     | 14    | 25  | 78  |
| Paul Biligha        | 6   | 7  | 23  | 2     | 2     | 1         | 4         | 25.0      | 0         | 0         | 00.0      | 4           | 4           | 100.0       | 3        | 6        | 9        | 2    | 0    | 1     | 3     | 0   | 12  |
| Andrea Cinciarini   | 0   | 7  | 18  | 5     | 2     | 0         | 0         | 00.0      | 0         | 2         | 00.0      | 0           | 0           | 00.0        | 0        | 2        | 2        | 0    | 0    | 2     | 3     | 2   | -3  |
| Jeremy Evans        | 21  | 5  | 50  | 9     | 3     | 8         | 12        | 66.7      | 1         | 2         | 50.0      | 2           | 2           | 100.0       | 7        | 11       | 18       | 1    | 0    | 1     | 6     | 0   | 24  |
| Davide Moretti      | 2   | 3  | 5   | 1     | 3     | 0         | 0         | 00.0      | 0         | 1         | 00.0      | 2           | 2           | 100.0       | 0        | 0        | 0        | 0    | 0    | 0     | 1     | 0   | 2   |

#### Coppa Italia
| Nome                | Pun | G | Min | Falli | Falli | Tiri da 2 | Tiri da 2 | Tiri da 2 | Tiri da 3 | Tiri da 3 | Tiri da 3 | Tiri Liberi | Tiri Liberi | Tiri Liberi | Rimbalzi | Rimbalzi | Rimbalzi | Stop | Stop | Palle | Palle | Ass | Val | OER  |
| Nome                | Pun | G | Min | C     | S     | R         | T         | %         | R         | T         | %         | R           | T           | %           | O        | D        | T        | D    | S    | P     | R     | Ass | Val | OER  |
| ------------------- | --- | - | --- | ----- | ----- | --------- | --------- | --------- | --------- | --------- | --------- | ----------- | ----------- | ----------- | -------- | -------- | -------- | ---- | ---- | ----- | ----- | --- | --- | ---- |
| Kevin Punter        | 30  | 3 | 62  | 4     | 2     | 5         | 7         | 71.4      | 6         | 14        | 42.9      | 2           | 2           | 100.0       | 0        | 5        | 5        | 1    | 0    | 4     | 3     | 7   | 30  | 1.07 |
| Zach LeDay          | 44  | 3 | 74  | 3     | 9     | 15        | 24        | 62.5      | 3         | 6         | 50.0      | 5           | 6           | 83.3        | 5        | 8        | 13       | 0    | 1    | 3     | 0     | 1   | 47  | 1.22 |
| Davide Moretti      | 8   | 3 | 20  | 1     | 0     | 1         | 2         | 50.0      | 2         | 6         | 33.3      | 0           | 0           | 0.0         | 0        | 2        | 2        | 0    | 1    | 0     | 0     | 3   | 6   | 0.81 |
| Riccardo Moraschini | 13  | 3 | 39  | 2     | 1     | 3         | 5         | 60.0      | 2         | 3         | 66.6      | 1           | 1           | 100.0       | 1        | 6        | 7        | 0    | 0    | 5     | 1     | 3   | 15  | 0.94 |
| Sergio Rodríguez    | 27  | 3 | 55  | 3     | 4     | 7         | 9         | 77.7      | 4         | 9         | 44.4      | 1           | 3           | 33.3        | 0        | 2        | 2        | 0    | 1    | 2     | 4     | 26  | 50  | 0.92 |
| Paul Biligha        | 19  | 3 | 48  | 3     | 4     | 8         | 13        | 61.5      | 0         | 0         | 0.0       | 3           | 3           | 100.0       | 3        | 4        | 7        | 1    | 0    | 1     | 0     | 1   | 23  | 1.30 |
| Andrea Cinciarini   | 9   | 3 | 36  | 2     | 4     | 3         | 5         | 60.0      | 1         | 5         | 20.0      | 0           | 0           | 0.0         | 1        | 3        | 4        | 0    | 0    | 2     | 1     | 3   | 11  | 0.72 |
| Malcolm Delaney     | 17  | 3 | 63  | 5     | 5     | 3         | 10        | 30.0      | 3         | 7         | 42.0      | 2           | 3           | 66.6        | 0        | 8        | 8        | 0    | 0    | 5     | 8     | 5   | 20  | 0.67 |
| Shavon Shields      | 27  | 3 | 70  | 3     | 5     | 9         | 15        | 60.0      | 3         | 11        | 27.0      | 0           | 0           | 0.0         | 4        | 11       | 15       | 0    | 0    | 4     | 5     | 7   | 38  | 0.96 |
| Kyle Hines          | 27  | 3 | 60  | 7     | 8     | 10        | 21        | 47.6      | 0         | 0         | 0.0       | 7           | 8           | 87.5        | 11       | 13       | 24       | 2    | 2    | 5     | 2     | 4   | 41  | 0.86 |
| Luigi Datome        | 30  | 3 | 50  | 2     | 8     | 3         | 6         | 50.0      | 5         | 9         | 55.5      | 9           | 10          | 90.0        | 1        | 9        | 10       | 2    | 0    | 1     | 3     | 2   | 44  | 1.36 |
| Jakub Wojciechowski | 12  | 3 | 26  | 1     | 1     | 5         | 7         | 71.4      | 0         | 1         | 0.0       | 2           | 2           | 100.0       | 5        | 2        | 7        | 0    | 0    | 1     | 1     | 0   | 16  | 0.75 |

#### Supercoppa italiana
| Nome                | Pun | G | Min | Falli | Falli | Tiri da 2 | Tiri da 2 | Tiri da 2 | Tiri da 3 | Tiri da 3 | Tiri da 3 | Tiri Liberi | Tiri Liberi | Tiri Liberi | Rimbalzi | Rimbalzi | Rimbalzi | Stop | Stop | Palle | Palle | Ass | Val | OER  |
| Nome                | Pun | G | Min | C     | S     | R         | T         | %         | R         | T         | %         | R           | T           | %           | O        | D        | T        | D    | S    | P     | R     | Ass | Val | OER  |
| ------------------- | --- | - | --- | ----- | ----- | --------- | --------- | --------- | --------- | --------- | --------- | ----------- | ----------- | ----------- | -------- | -------- | -------- | ---- | ---- | ----- | ----- | --- | --- | ---- |
| Luigi Datome        | 73  | 8 | 148 | 11    | 10    | 16        | 29        | 55.2      | 10        | 20        | 50.0      | 11          | 12          | 91.7        | 3        | 16       | 19       | 4    | 0    | 3     | 5     | 8   | 82  | 1.28 |
| Jeff Brooks         | 35  | 8 | 143 | 14    | 5     | 3         | 6         | 50.0      | 9         | 17        | 52.9      | 2           | 2           | 100.0       | 9        | 20       | 29       | 5    | 1    | 3     | 7     | 11  | 49  | 1.20 |
| Davide Moretti      | 40  | 8 | 74  | 16    | 6     | 4         | 8         | 50.0      | 9         | 15        | 60.0      | 5           | 5           | 100.0       | 0        | 3        | 3        | 0    | 0    | 3     | 1     | 0   | 34  | 1.35 |
| Andrea Cinciarini   | 21  | 7 | 75  | 9     | 4     | 1         | 4         | 25.0      | 4         | 6         | 66.7      | 7           | 8           | 87.5        | 2        | 9        | 11       | 0    | 1    | 3     | 3     | 7   | 27  | 1.51 |
| Kevin Punter        | 107 | 7 | 163 | 13    | 27    | 17        | 36        | 47.2      | 16        | 36        | 44.4      | 25          | 31          | 80.6        | 1        | 21       | 22       | 1    | 1    | 9     | 14    | 16  | 119 | 1.17 |
| Malcolm Delaney     | 82  | 7 | 167 | 18    | 35    | 14        | 32        | 43.8      | 9         | 29        | 31.0      | 27          | 34          | 79.4        | 4        | 13       | 17       | 0    | 0    | 12    | 14    | 22  | 95  | 0.85 |
| Riccardo Moraschini | 49  | 7 | 130 | 8     | 19    | 6         | 16        | 37.5      | 6         | 18        | 33.3      | 19          | 24          | 79.2        | 4        | 10       | 14       | 0    | 1    | 7     | 5     | 12  | 55  | 0.93 |
| Sergio Rodríguez    | 48  | 6 | 108 | 9     | 10    | 6         | 12        | 50.0      | 7         | 20        | 35.0      | 15          | 15          | 100.0       | 0        | 6        | 6        | 0    | 0    | 13    | 6     | 34  | 63  | 0.91 |
| Kaleb Tarczewski    | 45  | 6 | 89  | 8     | 18    | 17        | 22        | 77.3      | 0         | 0         | 0.0       | 11          | 21          | 52.4        | 12       | 22       | 34       | 5    | 1    | 4     | 1     | 2   | 77  | 1.24 |
| Kyle Hines          | 57  | 6 | 134 | 17    | 14    | 23        | 38        | 60.5      | 0         | 0         | 0.0       | 11          | 15          | 73.3        | 11       | 13       | 24       | 4    | 0    | 3     | 10    | 10  | 80  | 1.16 |
| Paul Biligha        | 9   | 6 | 43  | 5     | 3     | 4         | 8         | 50.0      | 0         | 0         | 0.0       | 1           | 3           | 33.3        | 4        | 2        | 6        | 0    | 0    | 2     | 0     | 2   | 7   | 0.42 |
| Vladimir Micov      | 39  | 5 | 83  | 8     | 4     | 8         | 21        | 38.1      | 6         | 10        | 60.0      | 5           | 6           | 83.3        | 2        | 9        | 11       | 0    | 0    | 2     | 4     | 7   | 37  | 1.02 |
| Zach LeDay          | 50  | 4 | 86  | 8     | 19    | 15        | 31        | 48.4      | 0         | 2         | 0.0       | 20          | 24          | 83.3        | 7        | 16       | 23       | 4    | 2    | 8     | 1     | 4   | 61  | 0.96 |
| Shavon Shields      | 43  | 4 | 96  | 4     | 8     | 11        | 22        | 50.0      | 6         | 12        | 50.0      | 3           | 5           | 60.0        | 4        | 15       | 19       | 0    | 2    | 5     | 4     | 8   | 52  | 1.02 |
| Michael Roll        | 29  | 3 | 56  | 3     | 2     | 2         | 4         | 50.0      | 8         | 15        | 53.3      | 1           | 2           | 50.0        | 0        | 3        | 3        | 0    | 0    | 0     | 5     | 6   | 32  | 1.52 |
| Francesco Gravaghi  | 0   | 1 | 5   | 0     | 0     | 0         | 0         | 0.0       | 0         | 1         | 0.0       | 0           | 0           | 0.0         | 0        | 0        | 0        | 0    | 0    | 0     | 0     | 0   | -1  | 0.00 |